# ジェームズ・ブキャナン
ジェームズ・ブキャナン・ジュニア（James Buchanan, Jr., 1791年4月23日 - 1868年6月1日）は、アメリカ合衆国の政治家。第15代大統領を務めた。18世紀生まれの最後の大統領であり、結婚しなかった唯一の大統領である。また、ペンシルベニア州から選出された初の大統領でもある。
ブキャナンは人気があり経験豊富な州の政治家で、非常に成功した弁護士であった。彼はペンシルベニア州選出の下院議員となり、後には上院議員に転身、アンドリュー・ジャクソン内閣ではロシア担当大臣を務めた。また、ポーク内閣では国務長官も務めている。2017年時点では国務長官を経験した最後の大統領である。最高裁長官の指名を断った後、ピアース内閣ではイギリス担当大臣を務め、オステンド・マニフェストの作成を手助けした。
1844年、1848年、1852年の大統領選において民主党の候補指名に失敗したが、「オールド・バック Old Buck」は1856年の大統領選で民主党の大統領候補に指名された。ピアース大統領の任期の大半、ブキャナンはイギリス担当大臣としてロンドンに滞在していたため、合衆国を支配した派閥政治の十字砲火の中に交わることはなかった。ブキャナンは奴隷制度問題において両派の間で妥協した態度を取ったと見なされた。選挙はジョン・フレモント、ミラード・フィルモアとの三つどもえの戦いとなった。大統領として彼はしばしば「doughface」（奴隷制度に賛成した北部自由州の議員）と呼ばれ、民主党の主導権をスティーブン・ダグラスと争った。ブキャナンは北部と南部の間の平和を維持するため努力したものの、両陣営は疎遠となり、南部諸州の合衆国からの脱退により南北戦争へと突入する。記録に寄ればブキャナンは南部諸州の脱退は不法なものであったが、それを止めるために戦争を行うのも不法であったと考えていたとされる。ブキャナンは第一に弁護士として「私は法以外の支配を全く承認しない」という決まり文句で有名であった。
彼が公職を退く時までに、世論は彼に批判的なものとなった。そして民主党は二つに分裂した。ブキャナンはかつて、アメリカ史上におけるジョージ・ワシントンの位置と同じ格付けを切望した。しかしながら、国が分裂と内戦へ進むのを防ぐための統率力を発揮せず、消極的な対応に終始したことにより、現在も歴史家による格付けでは決まって最悪の大統領の一人として位置づけられる。ブキャナンの伝記執筆者、フィリップ・クラインはこれらの格付けを取り入れている。「空前の怒りの感情の波が国を覆い尽くしたとき、ブキャナンはリーダーシップを引き受けた。この革命的な時代に、抑制して敵対したセクションをもったことは、本来注目に値する業績であった。彼の任期は激動の時代であったが、その弱点は南北の怒れる党派によって拡大された。彼の多くの才能は、より静かな時代においては偉大な大統領として認められるものであったかもしれないが、南北戦争という時代の大変動と、偉大なるエイブラハム・リンカーンによって霞んだものとなった」。また、アンドリュー・ジャクソンには「できるだけ遠くに追いやりたかった。北極に大使館があったら、私は彼をそこに赴任させただろう」と評されており、ジェームズ・ポークは日記で「ミスター・ブキャナンは有能な人物ではある。しかし、どうでもよい問題で迷ったりするし、ひがみっぽい」と評している。

## 生い立ち
ジェームズ・ブキャナン・ジュニアは1791年4月23日にペンシルベニア州フランクリン郡ハリスバーグの近く、ケーブ・ギャップの丸太小屋で、裕福な商人のジェームズ・ブキャナン・シニア（1761年 - 1833年）とその妻エリザベス・シュペーア（1767年 - 1833年）の間に生まれた（現在ブキャナン生誕地州立公園として公開されている）。両親はスコットランド＝アイルランド系であり、父親は1783年に北アイルランドから移住した。ブキャナンは11人兄弟の2番目で、兄弟の内の3人は幼少期に死去している。ブキャナンには6人の姉妹と4人の兄弟がいたが、1840年まで生き残ったのは1人のみであった。
1799年に一家はマーセスバーグに移り住む。マーセスバーグの家は後にジェームズ・ブキャナン・ホテルとなった。
ブキャナンは村の学校に入学し、その後ペンシルベニア州カーライルのディッキンソン大学に進学した。不品行な振る舞いで放校されそうになったが、第二のチャンスを嘆願し、その後1809年9月19日に抜群の成績で卒業した。同年彼はペンシルベニア州ランカスターへ転居し法律を学び、1812年に法曹界入りした。彼は熱心な連邦党員として、当初は米英戦争に反対した。しかしながらイギリス軍がメリーランド州に侵入すると、彼は志願兵として竜騎兵部隊に加わり、ボルチモア防衛戦に参加した。
ブキャナンは生涯を通じて活発なフリーメイソンのメンバーであり、ランカスターの第43ロッジのマスターであった。また、ペンシルベニアのグランドロッジの副グランドマスターでもあった。

## 政治経歴
1814年から1815年までペンシルベニア州選出下院議員だった。その後第17から次の4つの議会（1821年3月4日 - 1831年3月3日）に選任された。第21議会では司法部委員会の議長を務めた。1832年から1834年まで駐ロシア大使を務めた。
ウィリアム・ウィルキンスの辞職によって生じた空席を満たすために、ブキャナンは1834年12月6日民主党の上院議員として選出された。1837年と1843年に再選され、閣僚に任命されたのに伴い1845年3月5日に辞職した。彼は外交関係委員会の議長だった（第24から第26議会）。
ブキャナンは上院議員ウィリアム・ルーファス・キングと親しい友達で、数年間ワシントンD.C.で彼と暮らした。また、婚約者が自殺したため、生涯独身を貫いた。
1845年から1849年までジェームズ・ポーク大統領の国務長官を、その後1853年から1856年まで駐英国大使を務めた。彼は1856年に大統領に選出され、1857年3月4日から1861年3月4日まで在任した。

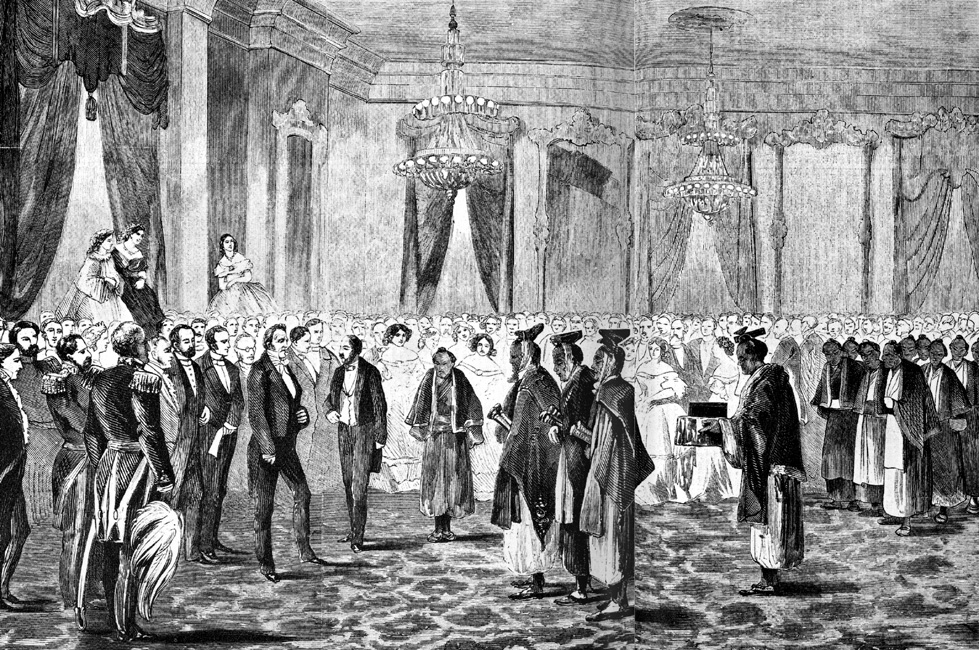
幕府使節団を迎えるブキャナン大統領

1857年9月に始まった1857年恐慌は、クリミア戦争終結に伴う欧州市場での穀物価格の急落に端を発する初の世界恐慌となり、1859年の終結宣言が出された。しかし、その後も経済回復の無い状態は南北戦争まで続いた。この事も世論が彼に批判的となった理由の一つである。
なお、1859年（安政6年）には日本の江戸幕府における神奈川奉行兼外国奉行で、日米修好通商条約批准書交換使節（万延元年遣米使節）として渡米した新見正興と謁見した。大統領として特に実績のない彼にとっては、日本史の舞台に登場する数少ない出来事である。孝明天皇にはウォルサムの懐中時計を贈呈している。
彼自身は生涯独身であったが、大統領官邸内での雑事は姪のハリエット・レーン（Harriet Lane）に任せており、それがファーストレディと呼ばれ、現在の大統領夫人の別名の起源となった。
引退後はペンシルベニア州ランカスターの近くの自宅「ウィートランド」で暮らした。1868年6月1日に死去し、ランカスターのウッドワード・ヒル墓地に埋葬された。子孫の血統は途絶えている。

### 内閣
| 職名     | 氏名                           | 任期            |
| -------- | ------------------------------ | --------------- |
| 大統領   | ジェームズ・ブキャナン         | 1857年 - 1861年 |
| 副大統領 | ジョン・ブレッキンリッジ       | 1857年 - 1861年 |
| 国務長官 | ルイス・カス                   | 1857年 - 1860年 |
| 国務長官 | ジェレマイア・ブラック         | 1860年 - 1861年 |
| 財務長官 | ハウエル・コブ                 | 1857年 - 1860年 |
| 財務長官 | フィリップ・トマス             | 1860年 - 1861年 |
| 財務長官 | ジョン・アダムズ・ディクス     | 1861年          |
| 陸軍長官 | ジョン・ブキャナン・フロイド   | 1857年 - 1861年 |
| 陸軍長官 | ジョセフ・ホルト               | 1861年          |
| 司法長官 | ジェレマイア・ブラック         | 1857年 - 1860年 |
| 司法長官 | エドウィン・スタントン         | 1860年 - 1861年 |
| 郵政長官 | アーロン・ヴェナブル・ブラウン | 1857年 - 1859年 |
| 郵政長官 | ジョセフ・ホルト               | 1859年 - 1861年 |
| 郵政長官 | ホレイショ・キング             | 1861年          |
| 海軍長官 | アイザック・トウシー           | 1857年 - 1861年 |
| 内務長官 | ジェイコブ・トンプソン         | 1857年 - 1861年 |

### 私生活
ブキャナンは内斜視（esotropia）に悩まされていました。さらに、片方の目は近視で、もう片方の目は遠視でした。これを隠すために、彼は社交的な場面で頭を前に傾け、片側に寄せていました。この癖は嘲笑の的となり、ヘンリー・クレイ（Henry Clay）らは議会討論でこれを容赦なく利用しました。
1818年、ブキャナンはランカスターで開催された盛大な舞踏会でアン・キャロライン・コールマン（Anne Caroline Coleman）と出会い、二人は交際を始めました。アンは裕福な鉄鋼メーカーのロバート・コールマン（Robert Coleman）の娘で、ロバートはブキャナンの父と同じく、アルスター（Ulster）のドネゴール県（County Donegal）出身でした。アンはまた、フィラデルフィアの判事ジョセフ・ヘンフィル（Joseph Hemphill）の義理の姉妹でもありました。ヘンフィルはブキャナンの同僚の一人でした。1819年までに二人は婚約しましたが、一緒に過ごす時間はほとんどありませんでした。ブキャナンは1819年の恐慌（Panic of 1819）の最中に法律事務所や政治活動に忙しく、そのため何週間もコールマンと離れていました。彼が他の（特定されていない）女性と関係を持っているという噂が広まりました。コールマンからの手紙には、彼女がいくつかの噂を認識していたことが記されており、彼女はブキャナンが自分のお金にしか興味がないと非難しました。彼女は婚約を解消し、その直後の1819年12月9日、23歳の若さで「ヒステリー性のけいれん」により、ラウダヌム（アヘンチンキ）の過剰摂取で不可解な死を遂げました。薬物が指示通りに摂取されたのか、事故なのか、意図的なものなのかは明らかになりませんでした。ブキャナンは彼女の父親に葬儀への参列許可を求めましたが、拒否されました。彼女の葬儀の際、ブキャナンは「私は幸せが永遠に私から去ったと感じている」と語りました。その後、ブキャナンは若くして亡くなった唯一の愛への献身から、生涯独身を貫いたと主張しました。

### ウィリアム・ルーファス・デヴェイン・キング（William Rufus DeVane King）との関係
ブキャナンはウィリアム・ルーファス・キングと親密な関係を持ち、これが噂の的となりました。キングもブキャナンと同じく、生涯独身でした。キングはアラバマ州の政治家で、フランクリン・ピアース（Franklin Pierce）大統領の下で短期間副大統領を務めました。ブキャナンとキングは1834年から1844年までワシントンの下宿屋で一緒に暮らし、社交行事にも一緒に出席していました。当時、このような共同生活は珍しいことではありませんでしたが、ブキャナンは一度この関係を「交わり（communion）」と呼びました。アンドリュー・ジャクソン（Andrew Jackson）は彼らを「ミス・ナンシー（Miss Nancy）」や「ファンシーおばさん（Aunt Fancy）」と嘲笑しました。前者は19世紀の婉曲表現で、女性的な男性を指す言葉でした。ブキャナンの郵政長官（Postmaster General）であるアーロン・V・ブラウン（Aaron V. Brown）も、キングを「ファンシーおばさん」やブキャナンの「より良い半分（better half）」、「妻（wife）」と呼びました。キングはピアースの就任式の直後に結核で亡くなり、ブキャナンが大統領になる4年前のことでした。ブキャナンは彼を「私が知る中で最も優れ、純粋で、一貫性のある公人の一人」と称えました。伝記作家のベイカー（Baker）は、二人の姪が二人の間の手紙を破棄した可能性があると指摘しています。しかし、彼女は現存する手紙が「特別な友情の愛情」を示しているだけだと信じています。

### ブキャナンの生涯独身と性的指向に関する臆測
アン・コールマンの死後、ブキャナンが生涯独身を貫いたことについて、多くの関心と臆測が寄せられています。一部の人は、アンの死がブキャナンの性的指向や独身生活に関する質問をかわすためのものだったと推測しています。彼の伝記作家の一人であるジャン・ベイカー（Jean Baker）は、ブキャナンが無性的（asexual）でないにせよ、禁欲的（celibate）だったと示唆しています。ジェームズ・W・ローエン（James W. Loewen）、ロバート・P・ワトソン（Robert P. Watson）、シェリー・ロス（Shelley Ross）など、複数の作家が彼が同性愛者だったと推測しています。ローエンは、ブキャナンが晩年に「情熱的またはロマンチックな愛情の欠如」を受け入れてくれる女性と結婚する可能性があることを認める手紙を書いたと指摘しています。